# Joué-en-Charnie
Joué-en-Charnie is een gemeente in het Franse departement Sarthe (regio Pays de la Loire) en telt 590 inwoners (2005). De plaats maakt deel uit van het arrondissement La Flèche.

## Geografie
De oppervlakte van Joué-en-Charnie bedraagt 23,2 km², de bevolkingsdichtheid is 25,4 inwoners per km².
De onderstaande kaart toont de ligging van Joué-en-Charnie met de belangrijkste infrastructuur en aangrenzende gemeenten.

## Demografie
Onderstaande figuur toont het verloop van het inwonertal (bron: INSEE-tellingen).
1. ↑  Populations de référence 2022.